# Richard Graham (acteur)
Pour les articles homonymes, voir Richard Graham.
Richard Graham est un acteur britannique né le 10 mai 1960 à Farnborough, en Angleterre.

## Filmographie
- 1984 : Le Bounty (The Bounty) : John Mills
- 1985 : My Beautiful Laundrette : Genghis
- 1989 : Retour de la rivière Kwaï (Return from the River Kwai) : Sergent Perry
- 1989 : Sauf votre respect (Try This One for Size) : le premier garde de sécurité
- 1993 : Au nom du père (In the Name of the Father) : un détective
- 1995 : I.D. (Hooligans) : Trevor
- 1997 : Titanic : Quartier Maître Rowe
- 2000 : 24 hours in London : Novell
- 2001 : Arthur's Dyke'' : Andy
- 2002 : Gangs of New York : Harvey
- 2004 : Vera Drake : George
- 2005 : Rug : Charles
- 2007 : Le Rêve de Cassandre (Cassandra's Dream) : un détective
- 2008 : The Other Man : Eric
- 2010 : The Kid : un marchand
- 2017 :  Phantom Thread de Paul Thomas Anderson : George Riley